# Saint-Vincent-de-Pertignas
Saint-Vincent-de-Pertignas is een gemeente in het Franse departement Gironde (regio Nouvelle-Aquitaine) en telt 340 inwoners (2005). De plaats maakt deel uit van het arrondissement Libourne.

## Geografie
De oppervlakte van Saint-Vincent-de-Pertignas bedraagt 7,5 km², de bevolkingsdichtheid is 45,3 inwoners per km².
De onderstaande kaart toont de ligging van Saint-Vincent-de-Pertignas met de belangrijkste infrastructuur en aangrenzende gemeenten.

## Demografie
Onderstaande figuur toont het verloop van het inwonertal (bron: INSEE-tellingen).